# Linn (bedrijf)

Logo

Linn is een Schotse bouwer van high-end audioapparatuur. Begonnen in 1972 met een draaitafel, de Sondek 12, die tot op heden nog steeds in productie is. Naast normale audioapparatuur heeft men ook een speciale multimediasystemen die bedoeld zijn voor gebruik op luxe-jachten.
Een andere bijzondere zijstap was de ontwikkeling van een eigen computersysteem, met grote woordbreedte en een eigen instructieset, geoptimaliseerd voor het bijhouden van de administratie van het bedrijf.